# What's Up, Doc?
What's Up, Doc? is een Amerikaanse komische film uit 1972 van Peter Bogdanovich met in de hoofdrollen Barbra Streisand en Ryan O'Neal
Het scenario, losjes gebaseerd op de roman van Herman Raucher "A Glimpse of Tiger”, is een hommage aan de komedies van de jaren dertig, met name Bringing Up Baby. De titel ‘’What’s up, Doc?” is afkomstig van een uitdrukking van Bugs Bunny een cartoonfiguur uit tekenfilms van Warner Brothers.
De film was een groot succes in de bioscopen en bracht 66 miljoen dollar op (budget 4 miljoen dollar). In de lijst van meest winstgevende Amerikaanse films van 1972 eindigde ‘’What’s Up, Doc?’’ op de derde plaats.

## Verhaal
Musicoloog Howard Bannister en zijn zeer nerveuze en opgewonden verloofde Eunice Burns komen aan in San Francisco. Tot hun bagage behoort een weekendtas met een plaidovertrek gevuld met rotsblokjes. Howard is naar de stad gekomen in verband met een beurs ingesteld door de miljonair Frederick Larrabee. De theorie die Howard met de beurs wil onderzoeken is dat de primitieve mens stenen gebruikte om muziek te creëren. Zijn grote concurrent voor de beurs is de Kroaat Hugh Simon. 
Tegelijkertijd met Howard en Eunice komt ook Judy Maxwell aan in San Francisco. Ze heeft een tas die identiek is aan die van Howard. Alleen is haar tas gevuld met kleren en boeken. Ook de rijke mevrouw Van Hoskins die arriveert op het vliegveld, heeft een vrijwel identieke tas. Haar tas is gevuld met juwelen. Niemand is zich ervan bewust dat er nog een vierde tas op het vliegveld is. De mysterieuze ‘meneer Smith’ is de eigenaar en de tas is gevuld met geheime overheidsdocumenten. Smith wil de documenten openbaar maken en wordt gevolgd door de al even mysterieuze ‘meneer Jones’ die de papieren wil terughalen.
De tassen komen allemaal weer samen in het hotel Bristol waar mevrouw Van Hoskins, meneer Smith en Howard en Eunice een kamer hebben. Judy die zonder geld zit, weet een plekje te vinden zonder dat ze hoeft te betalen. Ze vindt Howard wel aantrekkelijk en begint hem te stalken. Ondertussen proberen twee hotelemployees de tas met de juwelen te stelen, terwijl meneer Jones probeert de tas met de documenten te ontvreemden. 
Omdat de vier tassen zo op elkaar lijken worden de tassen voortdurend verwisseld en belanden ze uiteindelijk bij een andere eigenaar. Howard heeft nu de tas met juwelen, Judy krijgt de overheidsdocumenten, de tas met de kleren en boeken belandt bij meneer Smith en de dieven krijgen de rotsen van Howard. Judy, die nu stapel is op Howard, wil hem helpen met de beurs en doet zich voor als Eunice. Ze weet Larrabee over te halen de beurs aan Howard te geven.
De volgende morgen vindt er in het huis van Larrabee een schietpartij plaats. De gasten slaan op de vlucht en in de verwarring vluchten Howard en Judy met alle tassen. Ze worden achtervolgd door de dieven, meneer Smith, meneer Jones, Eunice, Simon en Larrabee. Na een wilde achtervolging door San Francisco wordt iedereen gearresteerd en voor de rechter gebracht. De rechter blijkt de vader van Judy te zijn en hij is niet in een beste bui. 
Uiteindelijk komt alles goed. Howard krijgt zijn rotsen terug, mevrouw van Hoskins betaalt alle aangerichte schade, de dieven vluchten het land uit en de overheidsdocumenten komen weer in handen van de overheid. Verder weet Judy Simon te ontmaskeren als fraudeur en ze stelt daarmee de beurs voor Howard zeker, Eunice wordt de nieuwe vriendin van Larrabee, terwijl Judy besluit muziek te gaan studeren bij haar favoriete professor: Howard.

## Rolverdeling
| Acteur           | Personage            |
| ---------------- | -------------------- |
| Barbra Streisand | Judy Maxwell         |
| Ryan O'Neal      | Dr. Howard Bannister |
| Madeline Kahn    | Eunice Burns         |
| Kenneth Mars     | Hugh Simon           |
| Randy Quaid      | Professor Hosquith   |
| John Hillerman   | Hotelmanager         |
| Sorrell Booke    | Harry                |
| Michael Murphy   | Mr. Smith            |
| Austin Pendleton | Frederick Larrabee   |
| Stefan Gierasch  | Fritz                |

## Productie

### Scenario
Tijdens de opnamen van de film A Glimpse of Tiger gebaseerd op gelijknamige roman van Herman Raucher, liep de ster van de film, Elliott Gould, kwaad weg van de set. Hierop werd hij door Warner Brothers ontslagen en werden de opnames stil gezet. Regisseur Peter Bogdanovich, die net veel succes had met The Last Picture Show was bezig met het scenario voor een remake van Bringing Up Baby van Howard Hawks. Hij nam het project van ‘’A Glimpse of Tiger’’ over en zag in het scenario inspiratie voor zijn nieuwe film. Bogdanovich besloot maar een deel van het scenario te gebruiken, maar wel de hoofdpersonages over te namen. Hij verwisselde alleen de sekse. De rol van de ‘gekke mannelijk hoofdrolspeler’, aanvankelijk bedoeld voor Gould, zou een ‘gekke dame’ worden, gespeeld door Barbra Streisand. Streisand had echter weinig zin in de film. Ze was ervan overtuigd dat het flop zou worden, zeker omdat Bogdanovich uit was op het maken van een ‘screwball comedy’’ in plaats van een tragikomedie (zoals A Glimpse of Tiger aanvankelijk was). Maar ze wilde graag een film maken met Bogdanovich. 
De laatste ging snel aan de slag en het was inmiddels mei en de opnamen stonden gepland voor augustus 1971. Robert Benton en David Newman schreven de eerste versie, Na nog twee versies nam Buck Henry het stokje over en hij herschreef het script nog eens drie keer.

### Opnamen
Ter voorbereiding van de film liet Bogdanovich zijn twee sterren, Streisand en O’Neal, kijken naar de film The Lady Eve. Ryan O’Neal bezocht ook Cary Grant, de ster van ‘’Bringing Up Baby’’ voor advies. Overigens keek O’Neal ter inspiratie van zijn rol naar de films van komiek Harold Lloyd. Acteur Kenneth Mars deed inspiratie op voor zijn ‘Kroatisch’ door goed te luisteren naar zijn regisseur. Bogdanovich sprak oorspronkelijk Servisch-Kroatisch.

### Stunts
De film bestaat grotendeels uit achtervolgingen, vechtpartijen en scènes waar mensen vallen, springen of wegduiken. Een leger stuntmensen vervingen de sterren op cruciale momenten. Dat dit nodig was, bleek wel toen de stuntman die Barbra Streisand verving tijdens de fietsscènes, zijn enkel brak toen hij scherp met zijn fiets draaide. Een stuntvrouw verving Streisand als het personage Judy uit een hotelraam bungelt.
In de film zit een aanrijding die wordt veroorzaakt door het personage Judy. Voor deze scène liet Bogdanovich twee auto’s huren en die verzekeren. Even later werden de auto’s tegen elkaar gereden en vervolgens weer teruggestuurd naar de verbijsterde verhuurder. 
Om de kosten te drukken improviseerde Bogdanovich veel. Hij vroeg geen toestemming voor de opnamen van auto’s die over de betonnen treden van het Alta Plaza Park reden. De treden raakten zwaar beschadigd. Kosten waren er verder genoeg, de grote achtervolgingsscène kostte 1 miljoen dollar, een kwart van het totale budget.

## Muziek
Componist en arranger Artie Butler was verantwoordelijk voor de soundtrack van de film. De muziek voor de film was een mozaïek van liedjes van diverse componisten zoals Cole Porter en George Gershwin. Voor het nummer ‘’You’re the Top’’ zong Streisand diverse takes in, later zocht ze met Butler de beste takes uit, die vervolgens aan elkaar werd geplakt (beter bekend als ‘comping’). 
Veel liedjes zijn te horen als achtergrondmuziek bij de hotelscènes (Anything Goes", "I Get a Kick Out of You" en As Time Goes By”).
Ook zitten er veel muzikale grapjes in de film zoals verwijzingen naar musicals of het Chinese muziekkorps dat "La Cucaracha" speelt op Duitse klokkenspellen. 
Op het banket van de musicologen zijn fragmenten van Thoinot Arbeaus Orchésographie te horen, gespeeld op een hammondorgel en een sitar. Zelfs de regisseur leverde een muzikale bijdrage. Als Judy bij de pizzeria staat te wachten is "Santa Lucia" te horen, gezongen door Peter Bogdanovich.

## Versies
In 1982 kwam de film uit op VHS-video en hij bracht in de verhuur 28,5 miljoen dollar op. In juli 2003 verscheen de film op dvd als onderdeel van een Barbra Streisandcollectie. In augustus 2010 kwam de blu-ray uit.